# 吉田沙世
吉田 沙世（よしだ さよ、1990年2月8日 - ）は、日本の女性ファッションモデル。所属事務所はレプロエンタテインメント。

## 来歴・人物
名古屋市出身。高校卒業後にモデルとして上京。
- 「VoCE」「MAQUIA」「美的」などのビューティー雑誌を始め広告等で活動中。
- 趣味：映画鑑賞、ダンス、サイクリング。

## 出演

### 雑誌
- VOGUEgirl
- ELLEgirl
- NYLON JAPAN
- 25ansWedding
- BAILA
- CLASSY
- sweet
- 美的
- MAQUIA
- VoCE
- GINGER

### CM・広告
- 2012年 コカ・コーラ社「スプライト」
- 2012年 住友生命保険〜未来診断タイムマシン篇～
- 2012年 NISSAN「JUKE」
- 2012年 ユニバーサル・スタジオ・ジャパン
- 2013年 コカ・コーラ社「LUANA」どこでもカフェ気分篇
- 2014年 ホンダ N-ONE みんなのN「自分」篇
- 2016年 花王エッセンシャル「朝からキレイなひと受付職」篇

### 広告
- JUN/NERGY2016 SS イメージビジュアル
- フローフシ/Area Foundy WEB MOVIE
- ユニクロ/UNIQLO WEB ウィメンズアウター
- tutu anna 2015-16 AW
- オンワード樫山 ICBマガジン
- dia STANDARD
- 資生堂「POWDER SHAKE」
- P&G「wella」
- CASIO
- ダイワハウス
- ファンケル
- フェリシモ
- DIESEL
- lil Lilly
- JEANASIS
- シュウェップス (香港・マカオ)
- cocotiSHIBUYA

### PV
- 2010年　ASIAN KUNG-FU GENERATION「 マジックディスク」
- 2012年　HAN-KUN「 JOYFUL DAYS」
- 2012年　SALU「 I GOTTA GO」
- 2015年　FAKY「Afterglow」
- 2017年　Nulbarich「Lipstick」

### SHOW
- Girls Award
- a-nation×GirlsAward island collection×NYLON

### テレビドラマ
- オー!マイ・ボス!恋は別冊で（2021年1月12日 - 3月16日、TBS） - 松下由衣 役
- それでも愛を誓いますか？（2021年10月3日 - ABCテレビ/2021年10月2日 - テレビ朝日）- 橘野明 役 ※
- シジュウカラ 第7話（2022年2月19日、テレビ東京) - 椎原 役